# كيكي بارخا
كيكي بارخا (بالإسبانية: Enrique Barja Afonso)‏ (1 أبريل 1997 في إسبانيا -) هو لاعب كرة قدم إسباني في مركز جناح ‏. لعب مع أوساسونا.

## روابط خارجية
- كيكي بارخا على موقع الاتحاد الأوربي (الإنجليزية)
- كيكي بارخا على موقع قاعدة بيانات كرة القدم.إي يو (الإنجليزية)
- كيكي بارخا على موقع Soccerway.com (الإنجليزية)